# Molophilus (Promolophilus) nigropolitus
Molophilus (Promolophilus) nigropolitus is een tweevleugelige uit de familie steltmuggen (Limoniidae). De soort komt voor in het Palearctisch gebied.